# 榛谷重朝
榛谷 重朝（はんがや　しげとも）は平安時代末期から鎌倉時代初期の武将。鎌倉幕府の御家人。弓の達人として知られた。
桓武平氏の流れを汲む秩父氏の一族で、父は小山田氏の祖・小山田有重。兄に稲毛重成がいる。伊勢神宮の荘園（御厨）・榛谷御厨の支配を任され、榛谷四郎と称した。本拠地は二俣川。

## 生涯
治承4年（1180年）10月、秩父一族は挙兵した源頼朝に帰伏して御家人となる。養和元年（1181年）4月、重朝は頼朝の寝所を警護する11名の内に選ばれた（『吾妻鏡』養和元年4月7日条）。弓馬に優れた重朝は頼朝に従って犬追物・牛追者・小笠懸などを行い、正月の的始（弓始め）の射手を度々務める。元暦元年（1184年）2月、源範頼率いる源義仲・平氏追討軍に従い、一ノ谷の戦いに参加。文治5年（1189年）7月の奥州合戦に従軍し、毎日頼朝の乗馬を洗ったという。
頼朝没後の正治元年（1199年）10月、梶原景時の変に加わり、建仁（1203年）9月の比企能員の変で比企一族討伐軍に参加。
元久2年（1205年）6月23日、畠山重忠の乱において、従兄弟の重忠謀殺に荷担したとして咎めを受け、鎌倉の経師谷で子の重季、秀重と共に三浦義村に討たれて榛谷氏は滅亡する。

## 関連資料
神奈川県立公文書館紀要 第7号 榛谷重朝の基礎的研究―『吾妻鏡』を中心に―